# Parc Drumul Taberei (stație de metrou)
Parc Drumul Taberei este o stație  a magistralei M5 a metroului bucureștean.